# Hermenegildo García
Hermenegildo García Marturell  (ur. 11 września 1968 w Santiago de Cuba) – kubański szermierz, florecista, srebrny medalista olimpijski.
Na igrzyskach olimpijskich w Barcelonie w 1992 roku reprezentacja Kuby w składzie: Elvis Gregory, Guillermo Betancourt, Oscar García, Tulio Díaz i Hermenegildo García zdobyła srebro w turnieju drużynowym. Indywidualnie nie startował. Był to jego jedyny start olimpijski. 
Nie zdobył medalu na mistrzostwach świata.
Zdobył również złoty medal drużynowo na igrzyskach Ameryki Środkowej i Karaibów w Meksyku w 1990 roku.